# Rjúdži Sató
Rjúdži Sató, japonsky 佐藤 隆治 (* 16. dubna 1977 Nagoja) je fotbalový rozhodčí z Japonska.

## Život
Rjúdži Sató se narodil 16. dubna 1977 ve městě Nagoja v Japonsku.
Rjúdži Sató jako rozhodčí debutoval 29. srpna 2007 v utkání japonské první ligy. Roku 2009 se stal mezinárodním rozhodčím FIFA. Soudcoval zápasy na Mistrovství světa ve fotbale hráčů do 20 let 2015 na Novém Zélandu, Mistrovství světa ve fotbale hráčů do 17 let 2017 v Indii, turnaji mužů na LOH 2016 v Brazílii. Dne 29. března 2018 byl nominován radou FIFA na post sudího na Mistrovství světa ve fotbale 2018 v Rusku.

## Soudcovaná utkání na turnaji mužů na LOH 2016
| Fáze              | Datum         | Místo                                     | Domácí | Hosté                 | Výsledek |
| ----------------- | ------------- | ----------------------------------------- | ------ | --------------------- | -------- |
| utkání ve skupině | 8. srpna 2016 | Estádio Nacional Mané Garrincha, Brasília | Dánsko | Jihoafrická republika | 1:0      |

## Soudcovaná utkání na MS ve fotbale 2018
| Fáze | Datum | Místo | Domácí | Hosté | Výsledek |
| ---- | ----- | ----- | ------ | ----- | -------- |
|      |       |       |        |       |          |